# Boris Rotenberg
Boris Rotenberg (Leningrad, 19 de maio de 1986) é um futebolista finlandês, que atua como defensor.

## Carreira

### Jokerit
Rotenberg se profissionalizou no Jokerit, em 2001.

### Lokomotiv Moskva
Boris Rotenberg se transferiu para o Lokomotiv Moskva, em 2016.

## Títulos
Lokomotiv Moskva
- Copa da Rússia: 2016–17
- Campeonato Russo: 2017–18